# Spathomorpha adefa
Spathomorpha adefa är en insektsart som beskrevs av Nicolas Cliquennois 2005. Spathomorpha adefa ingår i släktet Spathomorpha och familjen Phasmatidae. Inga underarter finns listade i Catalogue of Life.